# Athetis tristior
Athetis tristior là một loài bướm đêm trong họ Noctuidae.